# Brûleurs de Loups
Brûleurs de Loups eller Brûleurs de Loups de Grenoble (officiellt Grenoble Métropole Hockey 38) är en ishockeyklubb från Grenoble i Frankrike. Klubben grundades 1963 och spelar i Ligue Magnus, den högsta divisionen i Frankrike. De spelar sina hemmamatcher på Patinoire Polesud som öppnade i oktober 2001 och som har en kapacitet på 4 208 platser.
Klubben har vunnit det franska mästerskapet åtta gånger (1981, 1982, 1991, 1998, 2007, 2009, 2019, 2022), franska cupen sex gånger (1994, 2008, 2009, 2017, 2023, 2024) samt ligacupen fyra gånger (2007, 2009, 2011, 2015).

## Meriter
- Ligue Magnus (Franska mästerskapet):
  -  (8)   1981, 1982, 1991, 1998, 2007, 2009, 2019, 2022
  -  (9)  1967, 1968, 1977, 1983, 1990, 2004, 2012, 2018, 2023

- Franska cupen: 
  -  (6) 1994, 2008, 2009, 2017, 2023, 2024
  -  (2) 2004, 2016

- Franska ligacupen: 
  -  (4) 2007, 2009, 2011, 2015
  -  (1) 2010

- Match des Champions: 
  -  (4) 2008, 2009, 2010, 2017
  -  (1) 2007